# Nieuwe Kerk (Delft)
Nieuwe Kerk (lit., 'Nueva Iglesia') es un templo de la iglesia protestante de la ciudad de Delft, Países Bajos, construido en estilo gótico. El edificio está situado en la plaza del mercado de Delft, frente al ayuntamiento de la ciudad. Fue la segunda iglesia parroquial de la ciudad, por lo que fue llamada iglesia nueva. En 1584, Guillermo de Orange fue enterrado dentro de la iglesia, en un mausoleo diseñado por Hendrick y Pieter de Keyser. Desde entonces los miembros de la Casa de Orange-Nassau han sido enterrados en la cripta real de este templo. Los últimos fueron la reina Juliana y su marido el príncipe Bernardo, en 2004.

## El templo
Al principio, la iglesia consistía en un edificio provisional de madera, en torno al cual se construyó la basílica como puede ser contemplada en la actualidad. La antigua iglesia de madera, que permaneció hasta 1420, fue consagrada a María. 
El diseño de la basílica cruciforme del estilo gótico flamígero, que se edificó a partir de 1396, responde a las reglas exactas del simbolismo. El plano en forma de cruz refiere a Cristo, las doce columnas del corazón a los doce apóstoles, los cuatro pilares del crucero representan los cuatro evangelistas y las dieciséis columnas en la nave central representan los dieciséis profetas. La construcción se realizó literalmente alrededor de lo que fue la antigua iglesia provisional de madera. 